# Vladimir Angelov

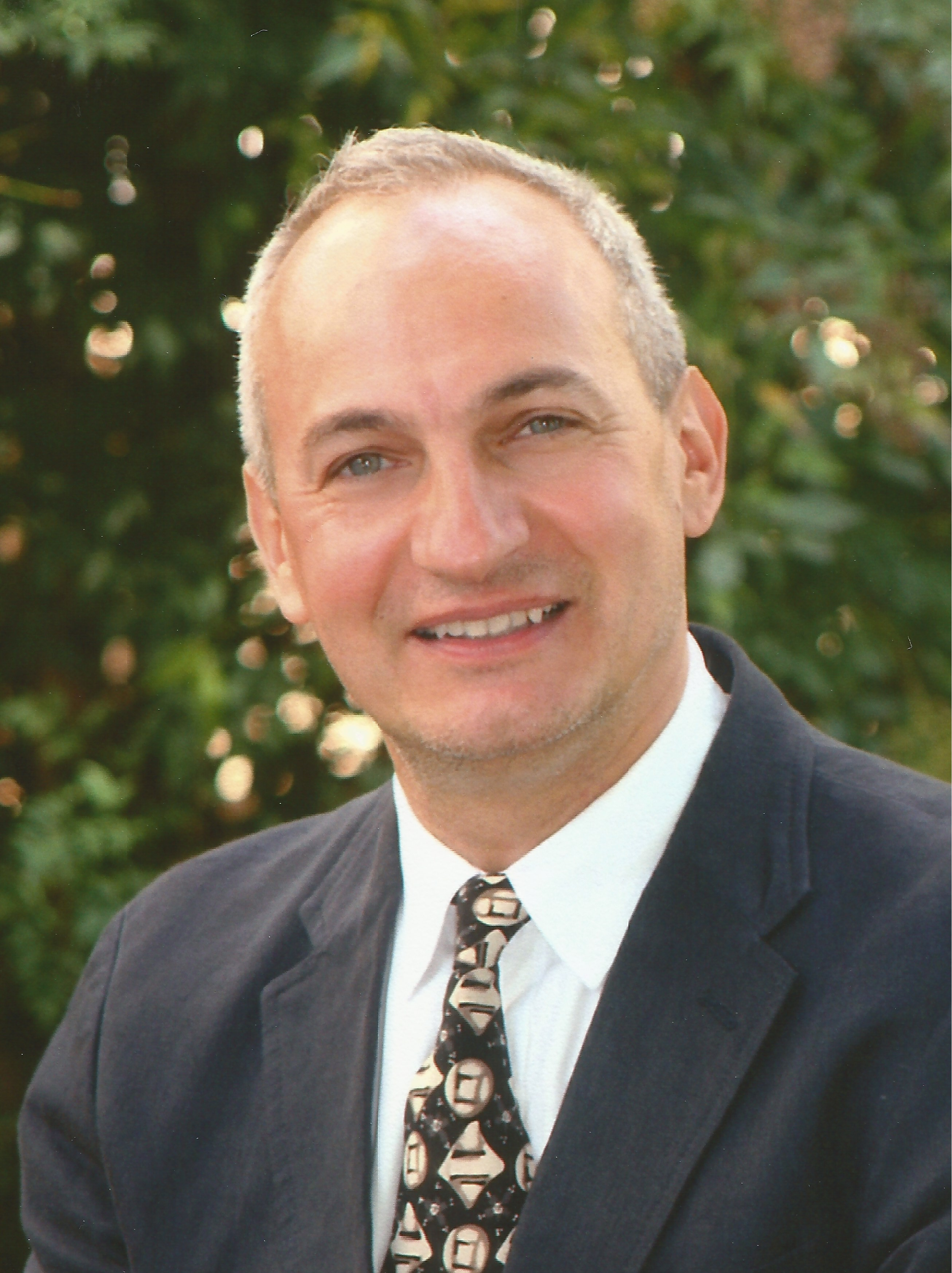
Vladimir Angelov, 2024

Vladimir Angelov (* 3. Mai 1966) ist ein bulgarisch-amerikanischer Choreograf, Autor und Geschäftsführer des Choreografenverbands Dance ICONS, Inc. Er lebt in Washington, D.C.

## Werdegang
Vladimir Angelov machte 1986 einen Abschluss an der Nationalen Choreografischen Schule in Sofia, Bulgarien. Während seines Philosophiestudiums an der Universität Sofia tanzte er zunächst hauptberuflich für die nationale zeitgenössische Ballettkompanie Ballet Arabesque in Sofia. Angelov wanderte Anfang der 1990er Jahre zunächst nach Österreich und dann in die USA aus. 1996 schloss Angelov ein Masterstudium in Tanz und Choreografie an der American University in Washington, D.C. bei Naima Prevots ab und wurde dabei von den US-amerikanischen Choreografen Twyla Tharp, Mark Morris, Ron Brown, Dianne McIntyre und Doug Varone, Debbie Allen beeinflusst.
Angelov choreografierte an der Washington National Opera im Kennedy Center in Washington, D.C. unter der künstlerischen Leitung von Plácido Domingo. Außerdem choreografierte er für diverse Musical-, Theater-, Film- und Fernsehproduktionen. Er hat auch für das City Dance Ensemble in Washington, D.C. choreografiert.
Angelov hat neue Ballettstücke für Kompanien wie Arizona Ballet, Atlanta Ballet, CityDance, Indianapolis Ballet, Richmond Ballet, San Francisco Ballet und Washington Ballet in den Vereinigten Staaten geschaffen. Auf internationaler Ebene choreografierte er unter anderem für das Alberta Ballet, das Nationalballett von Finnland, das Nationalballett von Mexiko, das Ballet Manila, das Tokyo City Ballet und das Mariinsky Ballet in St. Petersburg. Einer seiner häufigen Mitarbeiter ist Rasta Thomas, für den er Solowerke schuf.
Angelov ist regelmäßiger Gastdozent an der George Washington University und der American University in Washington D.C. und hat an Universitäten und Seminaren bei Tanzkompanien in Österreich, Brasilien, Bulgarien, China, Finnland, Frankreich, Deutschland, Japan, Mexiko und Russland unterrichtet.

## Dance ICONS
Im Jahr 2015 gründete Angelov das International Consortium for Advancement in Choreography, Inc, bekannt als Dance ICONS (International Choreographers’ Organization and Networking Services). Die Organisation ist ein globaler Verband für Choreografen mit Sitz in Washington, DC, USA. Seit der Gründung der Organisation fungiert er als Geschäftsführer. Zu seinen Aufgaben als Geschäftsführer von Dance ICONS gehört die Leitung eines Choreografischen Instituts, das aufstrebenden und am Anfang ihrer Karriere stehenden Choreografen berufliche Weiterentwicklung bietet. Das Institut wird in Partnerschaft mit dem Atlas Performing Arts Center betrieben. Im Rahmen seiner Arbeit für Dance ICONS hat Angelov Choreografen und Künstler wie Wendy Whelan, Brian Brooks, Ronald K. Brown, Rennie Harris und Annabelle Lopez Ochoa interviewt und Choreographic Talks moderiert.

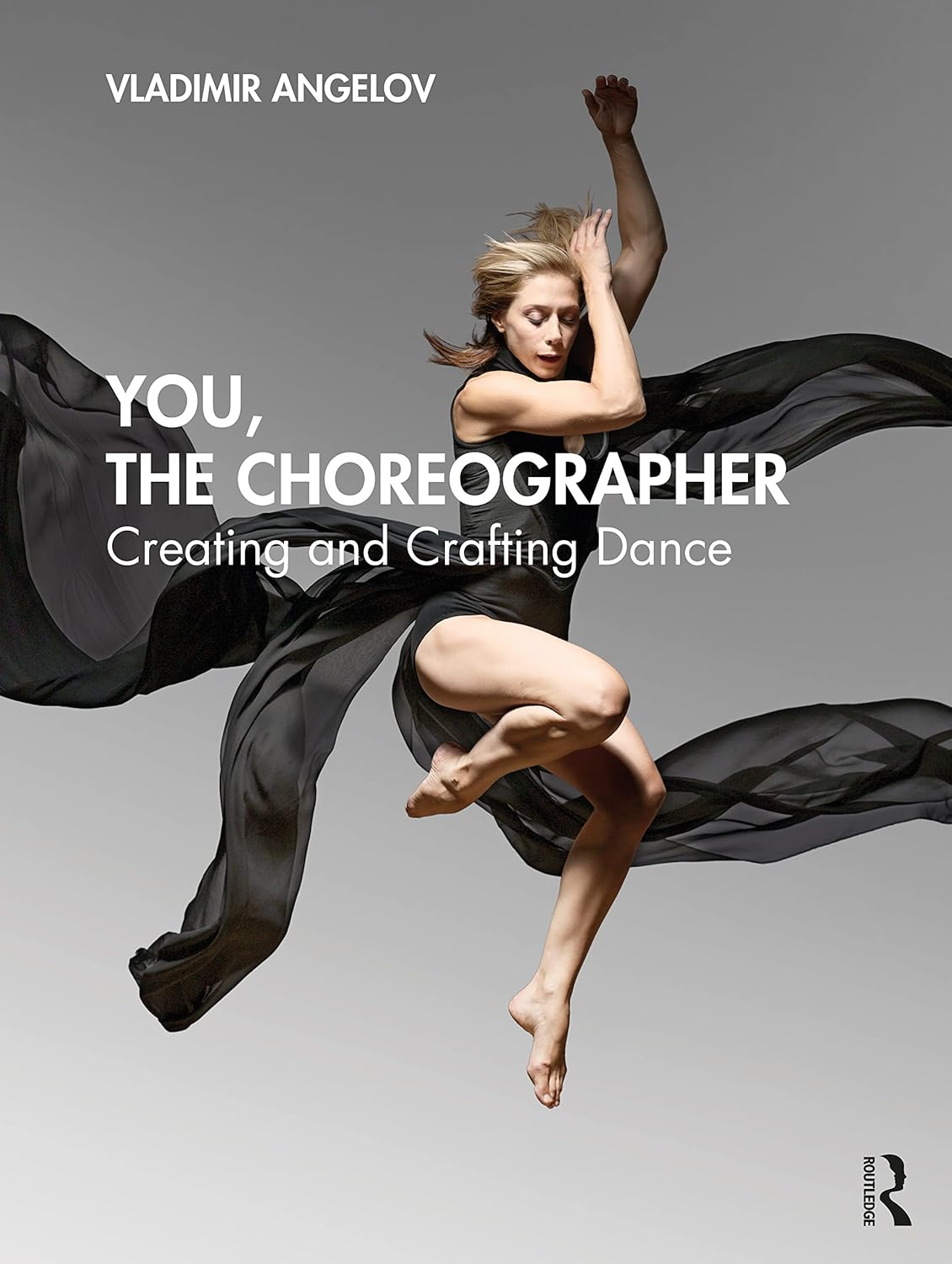
You, the Choreographer

## Veröffentlichungen
Zwischen 1994 und 2008 schrieb und veröffentlichte Angelov mehr als 30 Artikel, Features, Berichte, Aufführungskritiken und philosophische Essays über Tanz in mehreren europäischen Tanzmagazinen, darunter Ballet Journal (München), Ballet/Tanz (Berlin), und TanzAffiche (Wien).
Im Jahr 2023 veröffentlichte Angelov über die Routledge/Taylor & Francis Group ein Buch über Choreografie und die künstlerischen Praktiken des Tanzmachens, You, the Choreographer, Creating and Crafting Dance. Das Buch fasst Geschichten, Theorien, Philosophien und kreative Praktiken verschiedener Genres der Konzerttanzchoreografie zusammen.

## Choreografierte Werke
- Nostalgia (April 1997); Rasta Thomas[1]
- Unfolding (April 1999); Adrienne Canterna und Rasta Thomas[2]
- Bumblebee (1999); Rasta Thomas, Bad Boys of Ballet[3]
- Martyr (2000); Rasta Thomas, Bad Boys of Ballet[3]
- Impetous (2000); San Francisco Ballet[4]
- Last Horizon (2001); Mariinsky Ballet[5]
- Prism (Januar 2001); CityDance[6]
- Jinari (September 2001); CityDance[7]
- Suite Dreams (2001); Alberta Ballet
- Deep Surface (2001); CityDance[8]
- Bouncing Light (2002); Richmond Ballet
- SuitCase (September 2022); CityDance[9]
- Interzone (September 2003); Indianapolis Ballet[10]
- AXIOM (Oktober 2003); CityDance[11][12]
- tink tank (April 2004); Washington Ballet[13]
- Torso (Mai 2005); Tokyo City Ballet[14]
- Troubles in Paradise (2011) National Ballet of Mexico
- Framework (November, 2012); Dance Ethos[15]
- CacoPhony (2017); Stara Zagora State Opera[16]